# Alte Sził-synagogen
Alte Sził-synagogen (polsk Synagoga Alte Sził) ved Wolborskagaden var tidligere hovedsynagogen i Łódź. Den var en af de smukkeste synagoger i Polen, og blev rejst i årene 1863-1871 efter tegninger af Jan Karol Mertsching, som erstatning for en gammel træsynagoge. Den blev bygget om i 1893 af Adolf Zeligson. Under 2. verdenskrig blev synagogen plyndret og brændt ned af tyske nazister natten til 11. november 1939. En mindetavle minder i dag om synagogen.
51°46′51.6″N 19°27′28.8″Ø / 51.781000°N 19.458000°Ø